# Анна София фон Ревентлов
Анна София Ревентлов (на немски: Anna Sophie von Reventlow; * 16 април 1693, дворец Клаусхолмс при Ранерс; † 7 януари 1743, дворец Клаусхолмс при Ранерс) е графиня от Ранерс, втората съпруга на датския крал Фредерик IV и от 1721 до 1730 г. кралица на Дания.

## Биография
Тя е най-малката дъщеря на датския канцлер Конрад фон Ревентлов (1644 – 1708) и втората му съпруга София Амалия фон Хан (1664 – 1722). Полусестра е на генерал Кристиан Дитлев фон Ревентлов (1671 – 1738).
Анна София се запознава с Фредерик IV през 1711 г. на карнавален бал и се влюбва в по-стария с 22 години монарх. След една година кралят я отвлича и двамата се женят 1712 г. в Скандерборг (морганатичен брак). Той веднага ѝ дава титлата Херцогиня на Шлезвиг. Няколко дена след смъртта на кралица Луиза тя се омъжва на 4 април 1721 г. в Копенхаген за крал Фредерик IV (1671 – 1730) и е коронована за кралица. Принц Карл и принцеса София Хедвиг, брат и сестра на Фредерик IV, напускат Копенхаген.
Анна София печели голямо политическо влияние. След смъртта на краля през 1730 г. Анна София е изгонена от Копенхаген и умира в нейното имение в Клаусхолм близо до Ранерс на Ютланд.
Тя ражда три деца, които умират в детска възраст.

## Деца
- Христиана Амалия (* 23 октомври 1723; † 7 януари 1724)
- Фридрих Христиан (* 1 юни 1726; † 15 май 1727)
- Карл (* 16 февруари 1728; † 8 юли 1729)

## Галерия
- Герб на фамилията Ревентлов
- Монограм на кралица Анна София
- Анна София фон Ревентлов като млада
- Анна София фон Ревентлов, кралица на Дания
- Дворецът Клаусхолм
- Гробът в катедралата на Роскиле